# Бразильско-мексиканские отношения
Бразильско-мексиканские отношения — двусторонние дипломатические отношения между Бразилией и Мексикой. 

## История
9 марта 1825 года были установлены дипломатические отношения между Бразилией и Мексикой, через два года после провозглашения независимости Бразилии. В 1831 году обе страны открыли дипломатические миссии в столицах друг друга. В 1860-х годах были единственными латиноамериканскими странами с монархическим режимом. Бразильский император Педру II и мексиканский император Максимилиан I были двоюродными братьями. В 1914 году Бразилия входила в региональную группу под названием Блок AБЧ (вместе с Аргентиной и Чили), в то время эти три страны были самыми богатыми и влиятельными в Южной Америке. В том же году блок АБЧ вмешался в дипломатический спор между Соединёнными Штатами Америки и Мексикой, которые были на грани войны из-за американской оккупации Веракруса. Представители блока АБЧ встретились с представителями Соединённых Штатов и Мексики в канадском городе Ниагара-Фолс, чтобы снять напряжённость между двумя странами и не допустить начала войны между ними. С 1910 по 1920 год дипломатические отношения между Бразилией и Мексикой были разорваны из-за Мексиканской революции. В 1920 году дипломатические отношения были восстановлены после того, как Бразилия признала новое мексиканское правительство. В 1922 году дипломатических миссий в столицах были реорганизованы в посольства. Во время Второй мировой войны эти страны стали единственными в Латинской Америке объявившими войну Странам «оси» и их союзникам и направившими войска для ведения боевых действий за границей. Бразилия направила экспедиционный корпус в Италию, а Мексика направила войска на Филиппины.

## Торговля
В 2000 году президент Мексики Фелипе Кальдерон заявил, что Мексика хочет диверсифицировать свою торговлю от чрезмерной зависимости от США и надеется подписать соглашение о свободной торговле с Бразилией. В 2009 году президент Бразилии Лула да Силва отметил, что между странами было недоверие, которое необходимо преодолеть для того чтобы увеличить товарооборот. Он предложил продолжить переговоры на высоком уровне, направленные на укрепление связей между национальными нефтяными компаниями двух стран, Petrobras и Pemex. В 2012 году президент Мексики Энрике Пенья Ньето подверг критике сокращение Бразилией квот на поставку автомобилей мексиканского производства и вновь заявил о желании подписать соглашение о свободной торговле. В 2014 году объём двусторонней торговли между странами составил сумму в 9,2 млрд долларов США.